# Zygona duplex
Zygona duplex är en mångfotingart som beskrevs av Chamberlin 1960. Zygona duplex ingår i släktet Zygona och familjen storjordkrypare. Inga underarter finns listade i Catalogue of Life.